# Charles Thomas Main
Charles Thomas Main (Marblehead, 16 de fevereiro de 1856 — 6 de março de 1943) foi um engenheiro mecânico estadunidense. 